# ایتینگ
ایتینگ (به آلمانی: Eitting) یک شهر در آلمان است که در بایرن واقع شده‌است.

## خصوصیات
ایتینگ ۳۵٫۶۳ کیلومترمربع مساحت دارد ۴۴۹ متر بالاتر از سطح دریا واقع شده‌است.